# Кастель-Сан-Джорджо
Кастель-Сан-Джорджо (італ. Castel San Giorgio) — муніципалітет в Італії, у регіоні Кампанія, провінція Салерно.
Кастель-Сан-Джорджо розташований на відстані близько 230 км на південний схід від Рима, 39 км на схід від Неаполя, 13 км на північний захід від Салерно.
Населення — 13 680 осіб (2014).
Щорічний фестиваль відбувається 16 серпня. Покровитель — святий Рох.

## Демографія
Населення за роками:

Станом на 1 січня 2023 року в муніципалітеті офіційно проживало 348 іноземців з 36 країн, серед них 123 громадяни країн Євросоюзу та 77 громадян України.

## Сусідні муніципалітети
- Меркато-Сан-Северино
- Ночера-Інферіоре
- Роккап'ємонте
- Сарно
- Сіано